# Kunowo (Gostyń)
Pour les articles homonymes, voir Kunowo.
Kunowo (prononciation : [kuˈnɔvɔ]) est un village polonais de la gmina de Gostyń dans le powiat de Gostyń de la voïvodie de Grande-Pologne dans le centre-ouest de la Pologne.
Il se situe à environ 7 kilomètres au nord de Gostyń (siège de la gmina et du powiat) et à 53 kilomètres au sud de Poznań (capitale régionale).
Le village possédait une population de 550 habitants en 2006.

## Histoire
De 1815 à 1919, Kunowo fait partie de l'arrondissement de Schrimm dans le district de Posen au sein de la province de Posnanie.
De 1975 à 1998, le village faisait partie du territoire de la voïvodie de Leszno.

Depuis 1999, Kunowo est situé dans la voïvodie de Grande-Pologne.